# هشام بن عبدالملک
هشام بن عبدالملک دهمین خلیفه اموی بود که از سال ۷۲۴ تا ۷۴۳ میلادی حکومت کرد. هنگامی که وی در سال ۶۹۱ میلادی به دنیا آمد، مادرش نام پدرش را بر وی نهاد. هشام با به ارث بردن خلافت از جانب برادرش، یزید دوم، حکمرانی خلافت را بدست گرفت. با وجود مشکلات فراوانی که از درون حکومت وی شکل گرفت، وی ادامه دهنده اصلاحات عمر بن عبدالعزیز بود. هشام اصلاحات قابل توجهی در خصوص هنر و اسب سواری، عمران اراضی و … انجام داد. در زمان حکومت وی درگیرهای فراوانی از جانب جبهه شرق و غرب شکل گرفت. در جبهه شرق شاهد برخی ناآرامی‌ها و عقب‌نشینی‌ها می‌باشیم که از جمله آنها می‌توان به عقب‌نشینی مسلمانان از برخی سرزمین‌های ماوراءالنهر از جمله بخارا اشاره نمود. در جبهه ارمنستان و آذربایجان که امیران مسلمان در آن حکمرانی می‌کردند، به دلیل ضعف نیروهای نظامی مسلمان، این مناطق تحت تصرف ترکان درآمد و در جبهه روم، مسلمانان شهرهای زیادی را فتح و محاصره کردند اما در نهایت، زمانی که آنان به سمت آسیای صغیر پیش می‌رفتند جنگی میان رومیان و امویان رخ داد که شکست امویان را در پی داشت. این جنگ آخرین جنگ میان امویان و رومیان به حساب می‌آید. در جبهه شمال آفریقا امویان در دو جنگ احنام و قرن پیروز شدند. در جبهه اندلس هم مناطقی را فتح کردند اما مسلمانان در نبرد تور از شارل مارتل فرمانده فرانک‌ها، شکست خوردند و پراکنده شدند. مدت زمان خلافت هشام ۱۹ سال و شش ماه و چند روز بود که سرانجام در روز چهارشنبه در ربیع‌الثانی ۱۲۵/فوریه ۷۴۳ درگذشت.

## اوضاع حکومت

### اوضاع داخلی

#### روابط با علویان
علویان برای مدتی تا زمان هشام در آرامش می‌زیستند. در حقیقت می‌توان گفت که پیروزی و غلبه بر جنبش مختار، سبب آرام گرفتن جنبش شیعی و مخالفان شیعی در آنجا نشد. تعداد زیادی از پیروان مختار بعد از مرگ وی به شیعیان پیوستند. در واقع حرکت‌های آنان با حوادث کوفه در خلال حکومت عبدالملک بن مروان ارتباط داشت. با روی کارآمدن سیاست حجاج بن یوسف ثقفی و دیگر استانداران بنی امیه حرکت شیعیان با رکود مواجه شد و نتوانستند حرکت فعالی در مقابل بنی‌امیه داشته باشند. احتمالاً سبب آن شکست‌های پی‌درپی، خسارت‌های سنگین و نبود شرایط رهبری بوده‌است. علویان تا زمانی که فرصت مناسبی پیدا کنند جنبشی را تشکیل ندادند اما همچنان شورش‌های خود را ادامه دادند. از جمله رفتارهایی که آنان در آن شهرت داشته‌اند، برخورد آنان با زید بن علی (رهبر جنبش در زمان هشام)، بکار بردن احساسات بسیار زیاد در آغاز آن و دست برداشتن از آن قبل از رسیدن به هدف بوده‌است. زید بن علی یکی از علمای بزرگ اهل‌بیت بود که خلافت را حق خود می‌دانست. هشام بن عبدالملک از وی دوری می‌جست و از وی وحشت داشت بنابراین تا زمانی که وضعیت خود را روشن بسازد، زید را به عنوان متهم نزد خالد بن عبدالله قسری تحت نظر قرار داد؛ و هنگامی که بی گناهی وی اثبات شد به کوفه رفت و در آنجا منزل گزید و شیعیان را گرداگرد خود جمع نمود. هشام که وجود وی را برای امنیت کوفه خطرناک دانست، به کارگزار خویش یوسف بن عمر دستور داد که وی را از کوفه براند. آنان تصمیم گرفتند که زید به سمت مدینه حرکت کند اما هنگامی که وی به سمت مدینه حرکت می‌نمود چهل هزار نفر از کوفیان پیرو او شدند و از او خواستند که به کوفه بازگردد و رهبری آنان را در برابر قیام بر ضد امویان بر عهده گیرد. پس از چندی زید پذیرفت که به کوفه بازگردد. در این راه گروهی از ساکنان مدائن و بصره، واسط، موصل و خراسان به او پیوستند. یوسف بن عمر که در آن زمان استاندار عراق بود، از اوضاع خطرناک با خبر شد و تصمیم گرفت در صورت بحرانی شدن اوضاع آن را متوقف کند. در همین زمان زید به یاران خویش وعده داد که در شب اول صفر ۱۲۲/۷۴۰ قیام را آغاز کنند. اما یوسف بن عمر زودتر اقدامات خویش را آغاز کرد و به حکم بن ابی صلت (کارگزار کوفه) دستور داد که حرکت آنان را متوقف نماید. یک روز قبل از شروع قیام زید، کارگزار کوفه مردم را در مسجد کوفه به دور خویش جمع کرد و آنان را تهدید نمود و سرانجام آنان را زندانی کرد. در نهایت زید به همراه ۲۱۸ نفر از یاران خویش در داخل خیابان‌های کوفه با نیروهای استاندار رو به رو گشتند و سرانجام زید را به قتل رساندند.

##### روابط با محمد بن علی
پس از مرگ سجاد، محمد بن علی بن حسین ملقب به «محمد باقر» هدایت شیعیان را بر عهده گرفت. یک انشعاب شیعه، تشیع زیدی بود که به پیروی از زید بن علی شناخته می‌شد؛ که آن حرکت یک حرکت سیاسی و انقلابی بود اما حرکت باقر یک حرکت علمی و فکری و فقهی بود. در زمان باقر فشارهای زیادی از جانب خلفای بنی امیه و حکام آنها بر شیعیان عراق وارد شد؛ و علت عمده فشارها از این رو بود که عراق مرکز شیعه در آن زمان بود. شیعیان معمولاً در مناسبات حج با باقر در ارتباط بودند و این دیدارها معمولاً در مکه یا بازگشت زائرین بیت الحرام و گذر آنها از مدینه صورت می‌گرفت. انشعابات داخلی از جمله مشکلات شیعه در این دوره بود و علاوه بر جریان‌های انقلابی، جریان غلو هم روی کار آمد و این جریان همزمان با فشارهای امویان رو به فزونی می‌رفت. غالیان با سوءاستفاده از روایت‌ها و احادیث علی بن ابی‌طالب و فرزندان آن، می‌کوشیدند از حیثیت استفاده کنند و با کشاندن شیعیان ساده لوح به سمت خویش به اهداف خویش برسند؛ و در نهایت توانستند آنان را از مدینه طرد کنند.

### اوضاع خارجی

#### جبهه شرق
در دوران هشام جبهه شرقی دچار ناآرامی خطرناکی بود که سبب کاهش متصرفات اسلامی شد؛ و علل آن بی‌کفایتی استانداران و رفتار بد آنان و عدم مشارکت برخی از گروه‌های عربی در حملات بود. در سال ۱۱۰/۷۲۸ اشرس بن عبدالله سلمی به دستور استاندار خراسان نزد مردم سمرقند و فرارود (ماوراءالنهر) فرستاده شد تا آنان با پذیرش دین اسلام از پرداخت جزیه معاف شوند؛ و این دعوت با استقبال فراوانی روبه رو گشت و در نهایت خراج از میان برداشته شد و بیت المال در انجام دادن کارهای حکومتی با مضیقهٔ مالی مواجه شد. استاندار هنگامی که بر این موضوع آگاه شد، ناچار بود اقداماتی در خصوص برقراری موازنه در خزانه انجام دهد؛ بنابراین نامه‌ای به حاکم سمرقند نوشت: «در کار کسانی که ختنه شده‌اند، فرائض را انجام می‌دهند و سوره‌ای از قرآن می‌خوانند، بنگر آنگاه آنان را از خراج معاف کن.» تلاش‌هایی که برای گرفتن مالیات از نومسلمانان می‌شد و از این رو سبب بروز درگیری‌های شدید شد و باعث برانگیخته شدن آنان گردید و آنان را به دامان خاقان ترک انداخت. در نتیجه هر دو طرف برای بیرون راندن مسلمانان از آن سرزمین همکاری نمودند. در نزدیکی شهر آمل مسلمانان با آنان درگیر شدند اما هیچ‌کدام از طرفین سودی نبردند. از این رو آنان با مسلمانان وارد مذاکره شدند و توافقی کردند و طبق این توافق مسلمانان از برخی سرزمین‌های فرا رود از جمله بخارا عقب‌نشینی کردند.
هشام در سال ۱۱۱/۷۲۹ به سبب بازگشت مسلمانان و ناآرامی اوضاع، اشرس بن عبدالله لخمی را برکنار کرده و جنید بن عبدالرحمن مری را جانشین وی نمود. جنید اختیار نیروی‌های باتجربه پیشین در جنگ با ترکان را از دست داده بود. از این رو هنگامی که با آنان روبه‌رو گشت مرتکب اشتباه شد و مسلمانان به سختی توانستند از تنگنای نظامی خارج شوند. با وجود اینکه وی اقداماتی همچون برگرداندن بخارا و مناطقی که مسلمانان طبق قرارداد از آن عقب‌نشینی کرده بودند، اما خلیفه در سال ۱۱۶/۷۳۴ وی را برکنار کرد و عاصم بن عبدالله هلالی را جانشین او کرد. خلیفه برای اینکه بتواند اوضاع وخیم خراسان به ویژه مسائل مربوط به قبایل عربی را حل نماید، سازماندهی اداری جدیدی را در خراسان تشکیل داد. بیشتر ساکنان خراسان به علت داشتن زندگی آرام از حملات نظامی دوری می‌جستند؛ بنابراین خلیفه به استاندار دستور داد که فقط به سازماندهی پانزده نفر از آنان اکتفا کند و اسامی باقی مانده را از دیوان حذف نماید. وی قبایل مخالف را به مکانهای جدیدی در خارج از شهر منتقل نمود و اجازه داد که قبایل پشتیبان در مرو مرکز استان سکونت نمایند. این حرکت خلیفه، عکس العمل‌های مختلفی از قبایل را روی کار آورد. قبایلی که به مکانهای جدید منتقل شده بودند، این اقدام خلیفه را نوعی تبعید از درآمدهای فراوانی می‌شمردند که طی اقامت در خراسان بدست آورده بودند و در نهایت آنان این درآمد را نصیب تازه‌واردها می‌دانستند. در سال ۱۱۶/۷۳۴ سرکشی نظامی به رهبری حارث بن سریح در برابر این سیاست خلیفه صورت گرفت. وی به سوی بلخ حمله کرد و به نشانهٔ عذاب دادن بنی امیه لباس سیاه بر تن کرد. حارث مردم را به سنت رسول خدا و بیعت برای رضا و کتاب خدا دعوت می‌کرد. حارث با خاقان ترک هم پیمان شد و هیاطله به این توافق پیوستند. با وجود اینکه اینان اختلافاتی با یکدیگر داشتند اما تنها منفعت مشترکشان دشمنی با بنی امیه بود. نیروهای آنان حملات خود را در مرو آغاز کردند. قبایل شورشی عربی که به حارث پیوسته بودند پیمان خود را شکستند. از جمله آنان هیاطله بودند که این پیمان را تحت تأثیر قرار دادند و بعد از جدایی از حارث به صفوف استاندار پیوستند. موالی نیز برای جلوگیری از حملات هیاطله به سپاه اموی پیوستند و در نتیجه با عقب‌نشینی هیاطله و بازگشت خاقان ترک این پیمان از بین رفت.
عاصم استاندار خراسان، پس از مدت کوتاهی متوجه گشت که اهل بیت در خراسان نفوذ گسترده‌ای دارند بنابراین برای از بین بردن این نفوذ تصمیم گرفت که خراسان را ضمیمه عراق کند. خلیفه این پیشنهاد را پذیرفت و آن منطقه را ضمیمه عراق نمود؛ و عاصم را برکنار کرد و برادرش اسد را استاندار خراسان کرد. اسد جنگ با حارث را ادامه داد و بر ترکان تخارستان پیروز گشت؛ و با شکست خوارج، امنیت راه‌های تجاری را برقرار کرد؛ و در نهایت در سال ۱۲۰/۷۳۸ در بلخ درگذشت. پس از مرگ وی، هشام نصر بن سیار (شیخ مضر) را جانشین وی کرد. وی سیادت اسلامی را به سیحون بازگرداند و پس از حل مشکل خراج، جزیه را برای مسلمانان برداشت و پرداختن آن را برعهده غیرمسلمانان گذاشت. خراسان در زمان وی به امنیت و رفاه رسید. با این وجود برقراری نظام همه‌جانبه محال بود و نصر نتوانست میان دو گرایش متعصبانه عربها توافقی ایجاد نماید؛ و پس از مرگ هشام رنجهای حقیقی در سال ۱۲۵/۷۴۳ روی کار آمد.

#### جبهه غرب

##### جبهه ارمنستان و آذربایجان
امیران مسلمان در این جبهه حاکم شدند؛ و ضعف نظامی این جبهه به‌ویژه در منطقه اطراف سرزمین خزر از سال ۱۰۷/۷۲۵ آغاز گشت. در نتیجه ترکان قدرت پیدا کردند و توانستند برخی از شهرها و روستاها را به تصرف درآورند.

##### جبهه روم
در دوران هشام جنگ میان مسلمانان و رومیان دوباره احیا شد و این جنگ برای رومیان رنگ مقدسی به همراه داشت. هشام ابتدا برای جلوگیری از حملات رومیان دژهایی در مناطق مرزی بنا نمود و از این دژها برای حمله به رومی‌ها استفاده کرد. وی در راه نظامی میان انطاکیه و مصیصه شش قلعه را بنا نمود و قلعه ملطیه را ترمیم نمود. یک سال بعد از به حکومت رسیدن هشام، مسلمانان حملات خویش را به این منطقه آغاز کردند و شهرها و قلعه‌های زیادی را به فتح نمودند از جمله آنها می‌توان به خنجره، خرشنه، قیصریه، صمالو اشاره نمود و همچنین شهرهای دیگری هم همانند دورریلیوم، نیقیه، طوانه، برجمه را محاصره نمودند. همچنین مسلمانان توانستند از طریق راه‌های دریایی، به جزایر قبرس و سیسیل حمله کنند. در این هنگام که مسلمانان به روم حمله نمودند، روم درگیر مشکلات داخلی خویش بود از این رو خلیفه از این موقعیت استفاده نمود و فشار نظامی خویش را افزایش داد. در سال ۱۲۲/۷۴۰ لشکر مسلمانان به سمت آسیای صغیر پیش رفت و موفق شدند اکران را محاصره نماید. لئوی سوم شخصاً در راس سپاه روم توانست با سپاه مسلمانان مقابله کند و پیروزی چشمگیری را بدست آورد و توانست خسارت فراوانی را به مسلمانان وارد کند. این جنگ که آخرین درگیری بزرگ میان مسلمانان و رومی‌ها بود و از آن پس مسلمانان از آسیای صغیر عقب‌نشینی کردند و به سمت شرق بازگشتند. هنگامی که مسلمانان قسطنطنیه را رها کردند و به سوی شرق بازگشتند، پایان یکی از مراحل جنگی میان آنان و رومی‌ها بود و این منطقه به دلیل نظام مرزبانی رومی جزء جدایی ناپذیر امپراتوری به حساب می‌آمد.

##### جبهه شمال آفریقا
امویان در دورهٔ هشام از وجود بربرها که — در آن زمان جذب خوارج شده بودند — رنج می‌بردند. بربرها به علت اینکه تمام مقام‌ها و امتیازات به دست خود اعراب بود و سنگینی مالیاتی که بر دوش آنان بود، تصمیم گرفتند که از حکومت اموی انتقام بگیرند. این دشمنی با فشار مالیاتی که استاندار طنجه بر آنان اعمال کرده بود به انقلاب گسترده‌ای در سال ۱۲۲/۷۴۰ تبدیل شد؛ و شورشیان بربر توانستند بر سپاه اموی چیره شوند. در نهایت خلیفه تصمیم گرفت که کارگزار مصر، حنظله بن صفوان کلبی، را به این منطقه اعزام کند. وی توانست در دو جنگ اصنام و قرن پیروزی را از آن خود کند و سرانجام کار امویان از نو سامان گرفت.

##### جبهه اندلس
به دلیل دوری مسافت و ضعف مرکز حکومت در دمشق و سرگرم بودن حاکمان شمال آفریقا به امور داخلی، مسلمانان اندلس چاره‌ای جز دفاع از خودشان نداشتند. شروع مرحلهٔ اولیه تاریخ اسپانیای اسلامی- استانی که در اندلس با حکومت مرکزی ارتباط داشتند- با کوشش‌های توسعه‌طلبانه در آن سوی کوه‌های پیرنه از جمله: سرزمین گاله فرانسه همراه بود. از سال ۱۰۰/۷۱۸ سمح بن مالک الخولانی برای حرکت به آن سوی کوه‌های پیرنه شروع توسعه طلبانه‌ای را در پیش گرفت. وی توانست بر استان سبتمانیا و شهر ساحلی آن در ناربن چیره شود و در نهایت نیروهای وی توانستند در منطقه آکیتن نفوذ کنند و پس از رسیدن به تولوز، به استان پروونس حمله کنند. سپاه سمح در نزدیکی تولوز با حاکم اکیتن درگیر شدند و در نهایت حاکم اکیتن پیروز گشت و سمح کشته شد. پس از مرگ وی عبدالرحمن الغافقی یمنی فرماندهی سپاه را بر عهده گرفت و با موفقیت توانست به سوی ناربون بازگردد. یکی از اقدامات وسیع اسلامی حمله به سرزمین گل بود که در زمان جانشین عبدالرحمن _ عنبسه بن سحیم الکلبی _ صورت گرفت. وی به منطقه سبتمانیا یورش برد و توانست قرقشونه و نیم و اوتون را فتح کند. پس از آن به منطقه پروونس و بورگوندی حمله کرد و به رودخانه رن رسید و شهرهایی را درنوردید که مهمترین آنها عبارت بودند از: لیون، ماسون، شالون وسانس که بیش از صد مایل از پاریس فاصله نداشتند اما در نهایت سپاه فرانسه نیروهای وی را محاصره کرد و پیروزی را از آن خود کرد و عنبسه در جنگ به قتل رسید.
مرگ عنبسه باعث واپس رفتن مسلمانان شد و سیاست توسعه‌طلبی به مدت پنج سال تا سال ۱۱۲/۷۳۰ که عبدالرحمن الغافقی زمام کارها را به دست گرفت، متوقف کرد. بر اساس نوشتهٔ طقوش در کتاب دولت امویان، غافقی از جمله فرماندهان باتجربه مسلمان بود. وی علاوه بر اینکه حاکمی با تجربه بود، نگرش یکسانی نسبت به مسلمانان عرب و بربر داشت. همچنین وی با مسیحیان اندلس با انصاف رفتار می‌کرد و از استعدادهای نظامی بسیاری برخوردار بود. در نتیجه برای فرماندهان و گروه‌های اندلسی در رسیدن به ثبات داخلی و گسترش درخارج، تبدیل به یک الگو شد. غافقی پس از استواری سرزمین‌های تحت سلطه خویش، به خارج چشم دوخت. اولین هدف وی پیروزی بر اودوی بزرگ دوک آکیتن بود که طبق نگرش وی مانع بزرگی در برابر سرزمین فرانک، به ویژه پس از هم پیمانی شارل مارتل، کاخ سالار فرانک‌ها، ایجاد کرده بود. وی در جنگی در کنار رودخانه دردونی با دوک اودو درگیر شد و او را شکست داد و در نهایت دوک اودو به دربار فرانک پناهنده شد و در جنگ با مسلمانان با شارل همکاری نمود. در نتیجه این جنگ، مسلمانان در آخرین لشکرکشی خود به اروپا، در اکیتن پراکنده شده و تا شهر تور پیش رفتند. شارل که گمان می‌برد مسلمانان به مرزهای آن سرزمین وارد می‌شوند، برای دفاع از قاره اروپا در مقابل مسلمانان، اعلام آمادگی کرد. در آن زمان عبدالرحمن الغافقی از کمبود نیرو و تدارکات و درگیرهای که ناشی از تعصبات اندلسی بود رنج می‌برد. اما فرانک‌ها برعکس آنان از هر جهت برای جنگ آمادگی کامل داشتند. شارل راهبرد نظامی مبنی بر اینکه نیروهای دشمن را فرسوده کند و آنان را به غنایم مشغول کند و نیروهای خود را از دید آنان مخفی نگه دارد، پیشه کرد. در رمضان ۱۱۴/اکتبر ۷۳۲ جنگی میان آنان در دشتهای پواتیه و تور معروف به جنگ تور درگرفت که در نتیجه شارل پیروز میدان شد؛ و غافقی در اثر اصابت تیری به گردنش کشته شد؛ و در نهایت مسلمانان مجبور شدند که به پایگاهشان در باتمانیا بازگردند. این واقعه در منابع عربی جنگ بلاط شهداء نامیده شده‌است، زیرا بسیاری از مسلمانان در این جنگ به کشته شدند و نیز منسوب به راه قدیمی روم که این جنگ در کنار آن واقع شد. جنگ تور از جمله جنگ‌های سرنوشت ساز روزگار خویش محسوب می‌شود زیرا مانع گسترش اسلام به اروپا شد و ترس اروپاییان ریخته شد و شارل شایسته لقب پتک شد و پاپ گریگوری سوم وی را شارل مارتل نامید و به این نام معروف شد. پس از این واقعه مسلمانان به تصرف دوباره اروپا فکر نکردند زیرا خسارت‌های فراوانی بر آنان وارد شده بود و تنها توانستند به شمال فرانسه حمله کنند و به اندلس بازگردند.

## مرگ و جانشینی
طبق وصیت نامهٔ عبدالملک، ولید بن یزید ولیعهد بود. هشام تصمیم داشت که فرزندش مسلمه را جانشین خود کند اما در این کار موفق نشد. دوران هشام به پایان رسید و ولیعهد در یکی از مناطق دور اردن به نام ازرق زندگی می‌کرد. هشام در روز چهارشنبه از ربیع‌الثانی ۱۲۵/فوریه ۷۴۳ درگذشت. مدت خلافت وی نوزده سال و شش ماه و چند روز بود.

## خصوصیات اخلاقی
بنابر نظر طقوش در کتاب دولت ایوبیان، هشام بر آینده‌نگری، باهوشی، عقل و تدبیر، دانایی در کارها، تلاش برای رفع نیازهای مردم و حسن سیاست مشهور بود؛ و از این رو وی یکی از خلفای نیک بنی امیه بشمار می‌رفت. وی از طریق‌های مختلف شرعی پول جمع‌آوری می‌کرد و تنها این پولها را در کارهای شرعی مصرف می‌نمود بدون اینکه در هزینه کردن، اسراف یا خساستی از خود نشان دهد. علاوه بر اینها وی علاقه وافری به دقت در حساب‌های بیت‌المال و دادن حق به صاحبان حق داشت. همچنین وی بر شیوهٔ کارهای حکمرانان و استانداران نظارت کلی داشت و از خون و خونریزی بیزار بود. اما او شیفتهٔ سپاهیان خویش بود و به صورت مستقیم در تهیه تسلیحات در دمشق نظارت می‌کرد.

## اصلاحات
از جمله اصلاحات وی کندن قنات برای آبیاری و حفر چاه در مسیر راه‌های حج بود و در زمان او صنعت پارچه ابریشمی و مخملی پیشرفت قابل ملاحظه ایی را به خود دید.
وی توجه خاصی به عمران اراضی و تقویت مرزها داشت و قنات‌ها و برکه‌های بسیاری را در راه مکه کند. در زمان وی صنعت حریر بافی و قطیفه روی کار آمد. با توجه به اینکه وی علاقه وافری به اسب و اسب سواری داشت، توانست نخستین مسابقه اسب روانی را ترتیب دهد. همچنین به تجهیزات نظامی توجه خاصی داشت.

## سیاست خارجی
سیاست خارجی بخشی از مشغله‌های اصلی او بود. هنگامی که سپاهیان را به جنگ می‌فرستاد، اطراف شهرها را سنگربندی می‌کرد. وی حتی در دورترین نقاط هم مشغول طرحهای نظامی بود. طبق گفتهٔ طقوش در کتاب دولت ایوبیان، هشام یکی از حکمرانان نابغه زمان خویش به حساب می‌آید و در کارهای شبانه‌روزی توانا بود. حاکمی صادق و موفق در کار خویش بود.